# Alexandru al Poloniei
Alexandru I - în poloneză: Aleksander Jagiellończyk; în lituaniană: Aleksandras Jogailaitis - (n. 5 august 1461, Cracovia, Regatul Poloniei – d. 19 august 1506, Vilnius, Marele Ducat al Lituaniei), a fost Mare Duce al Lituaniei și Rege al Poloniei. A fost al patrulea fiu a lui Cazimir al IV-lea. A fost ales Mare Duce a Lituaniei la moartea tatălui său (1492), și Rege al Poloniei la moartea fratelui său Ioan I Albert (1501).

Blazonul lui Alexandru I Iagello

Alexandru a fost fiul lui Cazimir al IV-lea al Poloniei și a Elisabetei de Habsburg a Ungariei, fiica regelui Albert al Ungariei. Lupta fondurilor, l-au făcut subordonatul Senatului polonez și a nobilimii (Szlachta), care l-au privat de controlul monetăriei (pe atunci era una dintre sursele cele mai profitabile de venituri pentru regii polonezi), îi redusese prerogativele și fusese redus, în general, la poziția de subordonare.
Din lipsă de fonduri, Alexandru a fost în impasibilitatea de a rezista Marelui Maestru al Cavalerilor Teutoni sau de a-l opri pe Marele Duce al Moscovei, Ivan al III-lea, din ruinarea Marelui Ducat al Lituaniei. Ce putea face Marele Duce a Lituanieri era să întărească Smolensk și alte cetăți și să-și pună soția, Elena, fiica țarului, să medieze un armistițiu între tatăl ei și Alexandru, după bătălia dezastroasă de la Vedrosha (1500). În termenii armistițiului, Lituania a trebuit să predea aproximativ o treime din teritoriu său statului rus.
În timpul domniei sale, Polonia a suferit multe umilințe în mâinile principalului subiect: Moldova. Numai moartea lui Ștefan cel Mare, marele domnitor al Moldovei, a permis Poloniei să-și mențină teritoriile lângă Dunăre, în timp ce Papa Iulius al II-lea, care emisese 29 de bule în favoarea Poloniei și i-a acordat ajutor financiar lui Alexandru, i-a permis să limiteze oarecum aroganța Ordinului Teutonic.
Alexandru nu s-a simțit niciodată ca acasă în Polonia, și acorda favorurile sale prietenilor din Lituania, dintre care cel mai notabil a fost bogatul magnat lituanian Michael Glinski, care a justificat încrederea stăpânului său în marea sa vitorie asupra tătarilor la Kleck (5 august 1506), veștile fiind aduse lui Alexandru când acesta se afla pe patul de moarte în Vilnius. Există unele dovezi că acesta ar fi avut un fiu, ceea ce a dus la o ramură supraviețuitoare a Iagellilor, cu toate că acest lucru nu e concludent.
Este important de reținut că Alexandru a fost ultimul conducător al Dinastiei Gediminids care au menținut limba lituaniana ca ancestral al familiei. De la moartea sa, limba poloneză a devenit exclusivă pentru familie.
În 1931, în timpul renovării Catedralei Vilnius, a fost descoperit sarcofagul uitat al lui Alexandru, și de atunci este expus în catedrală.